# 健康遊歩道
健康遊歩道（けんこうゆうほどう）とは、足裏に刺激を与えることで様々な効果をもたらすことを目指している遊歩道のこと。

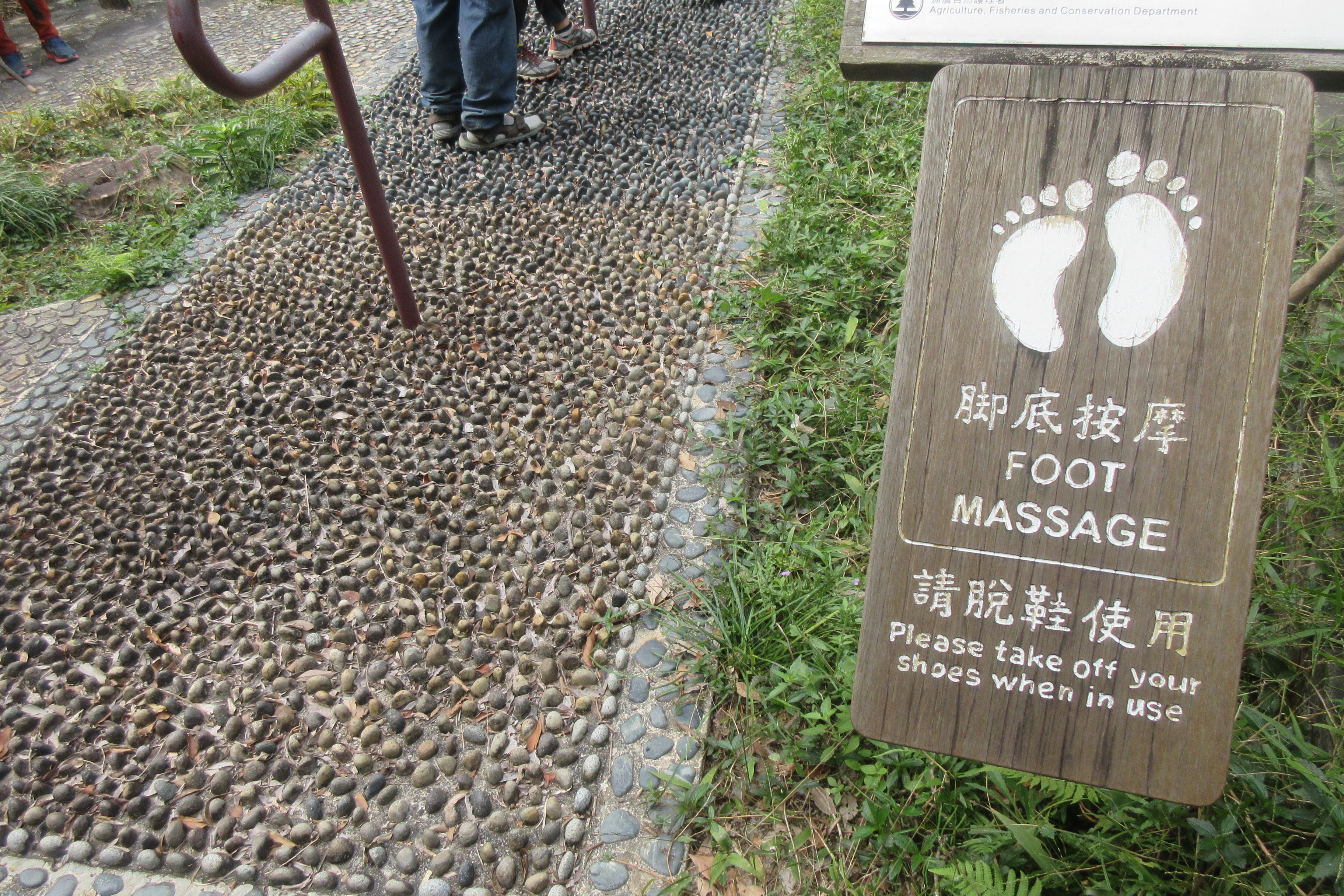
健康遊歩道

正式名称はともかくとしても、この類の遊歩道は広くアジアの各国に見られる。古くから日本の公園などには、名称や規模はともかくとして、人々が素足で歩いて足裏を刺激することを期待して造られているコーナーなどは多々存在している。
なお、これに関連して、資生堂開発株式会社の公式ページによれば、「若石（じゃくせき）健康法の原理をもとに」しており、「特許 第2133672号を取得」済みで、2007年の段階で「全国市町村公営施設など約200ヶ所に設置」、とされている。
ヨーロッパなどではこれに類するものとして、Barefoot park（ベアフット・パーク、あえて翻訳すれば「はだし広場」「はだし公園」）という概念・施設があり、裸足で歩きまわることを前提として清潔に保たれている。

## 関連文献
- 阿部 俊一『あなたも今日から健康達人―足裏健康法と健康遊歩道』本の友社、2004 ISBN 4894394715